# Funk
El funk es un género musical que nació entre mediados y finales de los años 1960, cuando músicos principalmente afroamericanos fusionaron soul, jazz, ritmos iberoamericanos (mambo, por ejemplo) y R&B dando lugar a una nueva forma musical, rítmica y bailable. El funk reduce el protagonismo de la melodía y de la armonía y dota, a cambio, de mayor peso a la percusión y a la línea de bajo eléctrico. Las canciones de funk suelen basarse en un vamp (una figura, sección o acompañamiento repetidos) extendido sobre un solo acorde, distinguiéndose del R&B y el soul, más centrados alrededor de la progresión de acordes.
Como buena parte de la música afroamericana, el funk suele construirse sobre un groove complejo creado a partir de instrumentos rítmicos como la guitarra eléctrica, el bajo eléctrico, el órgano Hammond y la batería, que tocan ritmos entrelazados. Los grupos de funk tienen en ocasiones una sección de viento formada por varios saxos, trompetas y, a veces, un trombón, que tocan "hits" rítmicos.
Muchas de las más famosas bandas del género también tocaron música disco y soul. El funk fue una influencia decisiva en el desarrollo de la música disco y del afrobeat. Por otra parte, los samples de funk han sido utilizados de modo generalizado en géneros como hip hop, house y drum and bass. También ha tenido una influencia capital en el go-go.

## Etimología
La palabra funk en inglés se refiere originalmente a un olor corporal fuerte, generalmente ofensivo. Según el historiador y antropólogo Robert Farris Thompson en su obra Flash Of The Spirit: African & Afro-American Art & Philosophy, la palabra funky tiene su raíz semántica en la palabra "lu-fuki" de la lengua kikongo, que significa "mal olor corporal". De acuerdo a su tesis, "tanto los jazzmen como Bakongo utilizan funky y lu-fuki para alabar a determinadas personas por la integridad de su arte, por haber trabajado para lograr sus objetivos". Esta señal kongo de esfuerzo se identifica con la irradiación de energía positiva por esa persona. De ahí que "funk" en la jerga del jazz estadounidense pueda significar terrenal, la vuelta a lo fundamental, auténtico." Los músicos de jazz afroamericanos originalmente aplicaban ese término a la música con un groove lento y melodioso, y posteriormente con un ritmo duro e insistente, relacionándolo con cualidades corporales o carnales en la música. Esta forma de música temprana marcó el patrón para posteriores músicos.
Es posible que funk fuera un término derivado de una mezcla entre el término kikongo lu-Fuki (conservado en la comunidad afroamericana) y los términos en inglés stank' y stinky ("apestoso" en castellano). En fecha tan temprana como el año 1907 ya existían canciones con títulos como "Funky Butt Ballroom" de Buddy Bolden. En fechas tan tardías como los años 1950 y primeros 1960, cuando "funk" y "funky" eran utilizados cada vez más en el contexto de la música jazz (Ej: "Opus De Funk" del LP de 1952 'Horace Silver Trio and Art Blakey-Sabu' en el sello Blue Note) y soul, los términos todavía se consideraban de uso inapropiado y maleducado. De acuerdo a una fuente, Earl Palmer, baterista de Nueva Orleans, "fue el primero en utilizar la palabra funky para explicar a otros músicos que su música debía ser más sincopada y bailable."

## Características
El funk crea un intenso groove gracias a la utilización de poderosos riffs y líneas de bajo eléctrico. Como en las grabaciones soul de Motown, las canciones de funk utilizan líneas de bajo como motivo central de las canciones. Tocando el bajo mediante la técnica del slap se combinan notas bajas tocadas con el dedo pulgar y otras notas altas tocadas con los dedos, permitiendo de este modo al bajista tener un rol rítmico similar al de la batería, lo que se convirtió en un elemento central del funk. Algunos de los solistas más conocidos y habilidosos en el funk tenían un importante background en el jazz como el trombonista Fred Wesley y el saxofonista Maceo Parker están entre los más notables músicos del funk, habiendo ambos tocado con músicos como James Brown, George Clinton y Prince. Algunas de las más señaladas bandas de funk de los 1960 y 1970 son Kool & The Gang, The Meters, Tower Of Power, Earth, Wind & Fire, The Blackbyrds, The Ohio Players, Parliament, Funkadelic, The Brothers Johnson y Charles Wright & the Watts 103rd Street Rhythm Band.
El funk utiliza los mismos acordes extendidos que se pueden encontrar en el bebop, como los acordes menores con séptimas añadidas y undécimas, o acordes de séptima dominantes con novenas alteradas. Sin embargo, a diferencia del bebop, que posee complejos y veloces cambios de acorde, el funk virtualmente abandonó los cambios de acorde, creando vamps, acordes estáticos únicos con muy poco movimiento armónico pero con una sonoridad compleja y rítmica.
Los acordes utilizados en las canciones de funk típicamente implican un modo dórico o mixolidio, en contraposición a las tonalidades mayores o menores habituales en la mayor parte de la música popular.
El contenido melódico se derivaba de la mezcla de estos modos con la escala de blues. En los años 1970, la música jazz se acercó al funk para crear un nuevo subgénero, el jazz funk, que puede oírse en grabaciones de Miles Davis (On The Corner) y Herbie Hancock (Head Hunters).
En las bandas de funk, los guitarristas típicamente tocaban un estilo percusivo, muchas veces utilizando el efecto de sonido del pedal wah-wah y silenciando notas en sus riffs para crear un sonido percusivo. El guitarrista Ernie Isley de The Isley Brothers y Eddie Hazel de Funkadelic estaban muy influidos por los solos improvisados de Jimi Hendrix. Eddie Hazel, quien trabajó junto a George Clinton, es uno de los solistas de guitarra más significativos del funk. Ernie Isley aprendió del propio Jimi Hendrix en sus primeros años. Jimmy Nolen y Phelps Collins son conocidos guitarristas rítmicos y ambos trabajaron junto a James Brown.

## Historia
Las características principales de la expresión musical afroamericana están enraizadas en las tradiciones musicales de África Occidental, y encuentran sus primeras expresiones en los espirituales, los cánticos de trabajo, gritos de alabanza, góspel y blues. La música funk o funky es una amalgama de soul, soul jazz y R&B, géneros entroncados con la tradición de la música afroamericana.
Cuando se hace referencia a la historia de la música funk, es inevitable no hablar de la música dance ya que esta se populariza al mismo tiempo, justo cuando empezaron a abrirse las primeras discotecas y había una gran demanda de un estilo comercial que incitase a bailar.
No obstante, hay quienes afirman que los primeros vestigios de la música funk se pueden encontrar más atrás en el tiempo, allá por el año 1965 y de la mano de canciones como "Get Out My Life Woman" del compositor de Nueva Orleans Allen Toussaint e interpretada por Lee Dorsey y el exitoso “Papa’s Got a Brand New Bag” de James Brown del mismo año. Sin embargo, no fue hasta 1967, con la canción “Cold Sweat” de James Brown, que la música funk se consolidó definitivamente.
En aquel momento el estilo de la música representaba una forma de improvisación y espontaneidad en la ejecución de la música, sobre todo si lo comparamos con el rhythm and blues de la época que era mucho más previsible. El sonido se distingue por un mayor dinamismo de la línea del bajo que, junto a la típica estridencia en el toque de la guitarra, contribuyen a crear la base típica en síncopa que podemos escuchar en todas las piezas del funk.
Si James Brown se define como el precursor principal de la música funk, a nivel comercial se puede afirmar que algunos grupos de los años 1970 como los Earth Wind and Fire, The Commodores y The Chic también pusieron su granito de arena para contribuir al éxito y la difusión de este género por todo el mundo.
Otros artistas menos conocidos por la mayoría de las personas pero que se ganaron un puesto en la historia de la música funk fueron Sly Stone y George Clinton. El primero supo conjugar en su famoso disco: “Dance to the Music” de 1967, un poco de rock con soul, funk y psicodelia. El éxito fue enorme al nivel que los llevó a presentarse en el mítico festival de Woodstock. Posteriormente, en 1969, salió a la venta el más funky “Stand!”, otro gran éxito y en 1971 apareció “There’s a Riot Goin’ On”, considerado una verdadera obra maestra.
James Brown y otros han reconocido al baterista de giras de la banda de Little Richard, Chuck Connor de mediados de los años 1950, como el primero en utilizar el beat del funk dentro del rock'n'roll, el cual se puede escuchar en el tema "Tipitina" del pianista de Nueva Orleans Roy Professor Longhair Byrd, como una adaptación al kit de batería de los ritmos "segunda fila" de los desfiles de los Indios negros del Mardi Gras en Nueva Orleans. Siguiendo su salida temporal de la música secular para convertirse en evangelista, alguno de los miembros de la banda de Little Richard se unieron a James Brown y sus Famous Flames, comenzando una larga cadena de hits en 1958.

### Años 1960: James Brown y el desarrollo del funk

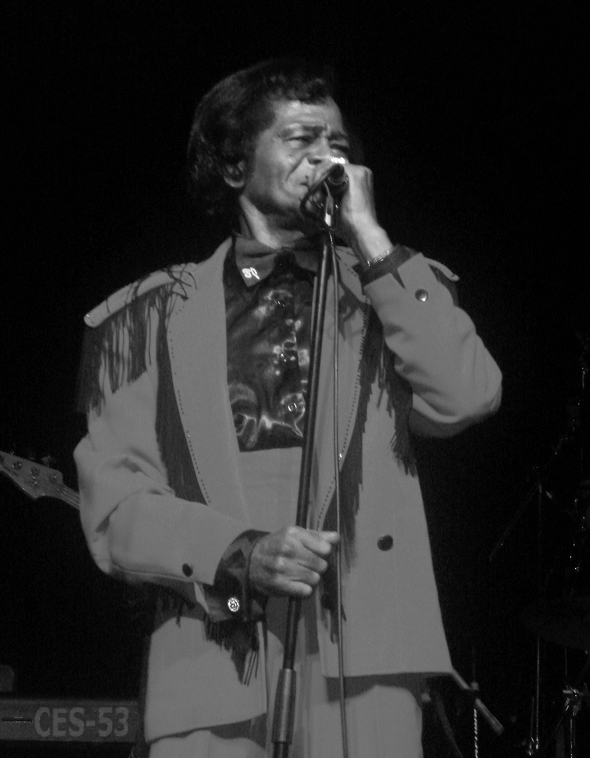
James Brown, uno de los padres fundadores del funk.

Hacia mediados de los años 1960, James Brown había desarrollado su groove característico que dotaba de gran protagonismo al downbeat, con un fuerte énfasis en el primer pulso de cada tiempo para grabar su cadencia distintiva, en contraposición al backbeat típico de la música afroamericana. Brown solía avisar a su banda con el grito "on the one!" (en castellano, "¡en el primero!"), cambiando el acento (sustain breve del tempo de cada pulso en la barra) de la música desde el backbeat "uno-dos-tres-cuatro" tradicional de la música soul al downbeat "uno-dos-tres-cuatro", y ello con un sincopado ritmo de guitarra tocando una nota uniforme o niveladora con un swing repetitivo. Este beat uno-tres lanzaba el cambio en el estilo musical de Brown, que comenzó con sus hits "Out of Sight" de 1964 y "Papa's Got a Brand New Bag" de 1965, cambiando bruscamente las reglas de como se suponía debía hacerse R&B y la música para bailar en general.
Las innovaciones de Brown llevaron el estilo musical funk al primer plano con grabaciones como "I Got it You (I Feel Good)" (1966), "Cold Sweat" (1967), "Mother Popcorn" (1969) y "Get Up (I Feel Like Being A) Sex Machine" (1970), desechando incluso la estructura de doce compases típica del blues utilizaba por el cantante en su primera época. En vez de eso, la música de Brown estaba revestida de "vocales pegadizas, de himno" basadas en "largos vamps" en los que llegaba a utilizar su propia voz como "un instrumento de percusión con frecuentes gruñidos rítmicos y patrones de ritmo... asemejándose a los polirritmos de África Occidental". Durante su carrera, las frenéticas vocales de Brown, generalmente acompañadas de gritos y gruñidos, canalizaron "el ambiente de éxtasis de una iglesia negra" en un contexto secular.
En una entrevista en 1990, Brown ofreció su razón para cambiar el ritmo en su música: "cambié del upbeat al downbeat... Tan sencillo como eso, simplemente." De acuerdo a Maceo Parker, antiguo saxofonista de Brown, tocar sobre el downbeat era difícil para él al principio y le llevó tiempo acostumbrarse.
Pronto, otros grupos musicales comenzaron a tomar los riffs, ritmos y vocales desarrollados por James Brown y su banda, y el estilo comenzó a crecer. Dyke & the Blazers, radicados en Phoenix, Arizona, publicaron "Funky Broadway" en 1967, quizá la primera grabación de la era soul que llevaba la palabra "funky" en su título. Archie Bell & The Drells desde Houston (Texas), impusieron un funk nervioso con su "Tighten Up" ese año. El saxofonista de R&B King Curtis coloca otra piedra de fundamento con su sencillo "Memphis Soul Stew", en donde la batería sincopada de Bernard Purdie y un acorde de bajo medio tartamudo ejecutado por Jerry Jemmott, como así lo describió el gran Jaco Pastorius, pero manteniendo todo el ritmo, resultó ser una nueva forma de tocar el bajo, que se hizo escuela rápidamente . Mientras, en la Costa Oeste, Charles Wright & the Watts 103rd Street Rhythm Band estaba publicando temas de funk desde el sencillo clásico "Express Yourself" de 1970.
The Meters definieron el funk de Nueva Orleans, comenzando con sus singles "Sophisticated Cissy" y "Cissy Strut" en 1969 bajo el sello Josie. Otro grupo que definiría el funk en la década siguiente fue The Isley Brothers, cuyo número uno de las listas de R&B de 1969, "It's Your Thing", señaló un salto en la música afroamericana, cubriendo el puente desde el rock de Jimi Hendrix y el soul upbeat de Sly & the Family Stone y Mother's Finest.

### P-Funk y los años 1970
En los años 1970 y primeros 1980, un nuevo grupo de músicos desarrolló y profundizó el enfoque de "funk". Este movimiento lo lideró el pionero George Clinton junto a sus grupos Parliament y, posteriormente, Funkadelic. Produjeron una nueva forma de funky poderosamente influenciada por el rock psicodélico y la incorporación de sonidos electrónicos. Ambos grupos tenían miembros en común y suelen ser conocidos generalmente como un único ente bajo el nombre "Parliament-Funkadelic". El salto a la fama de Parliament-Funkadelic dio nacimiento al término "P-Funk", que se refería a la música de los grupos de George Clinton, y definió un nuevo subgénero.
"P-Funk" también llegó a adoptar el significado de algo en su quintaesencia, una cualidad superior o sui generis, como en las letras del tema "P-Funk (Wants to Get Funked Up)", un hit del álbum de Parliament "Mothership Connection" de 1976:

Quiero la bomba. Quiero el P-Funk. Quiero mi funk sin cortar.

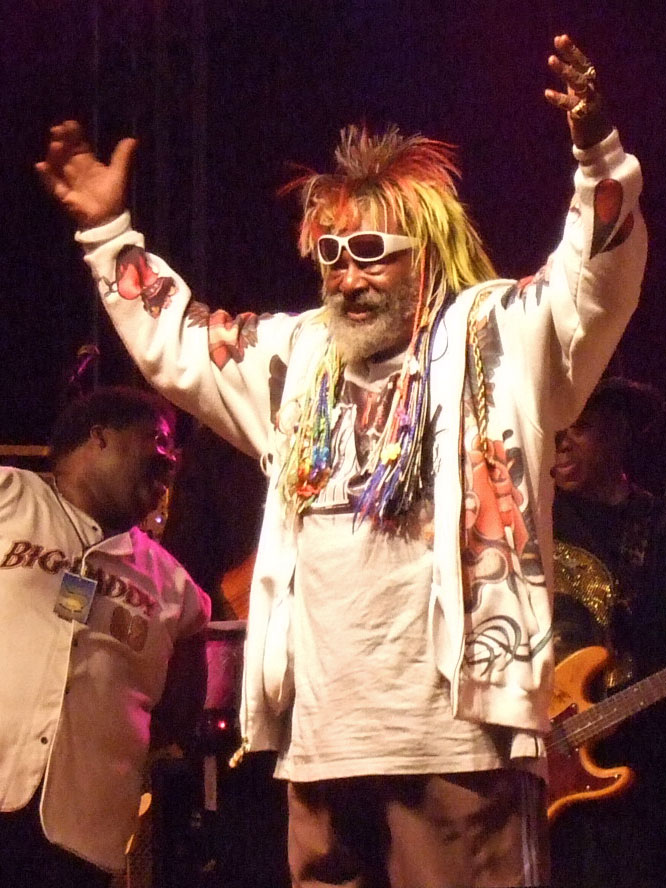
George Clinton en concierto.

George Clinton jugó un rol fundamental en Bootsy's Rubber Band y muchas otras bandas que ayudó a crear, entre las que se incluyen Parlet, the Horny Horns, y the Brides of Funkenstein, todas parte del conglomerado P-Funk.
La década de 1970 fue la época de mayor visibilidad de la música funk a gran escala. Por todos lados se hacía reconocible las imágenes de negros y latinos vestidos con estrambóticas prendas (algunas diseño de Tommy Nutter) como el pantalón campana y peinado afro moviéndose al son del cimbreante ritmo funky. A medida que el funk se fue convirtiendo en parte de la banda sonora del movimiento por los derechos civiles, este sonido se hizo parte integral de un nuevo cine sobre negros y para negros, mostrando una nueva actitud agresiva y no lejana al escándalo, llamado blaxploitation. Destacan artistas y películas como Earth, Wind & Fire (Sweet Sweetback's Baadass Theme), James Brown (Black Caesar, Slaughter's Big Rip off), Dennis Coffey (Blackbelt Jones) y Blackbyrds (Cornbread), entre otros. En Europa, compositores como Alan Hawkshaw y Brian Bennett para la británica compañía KPM, y franceses como el mismo Serge Gainsbourg ("No No, Yes Yes", "Bloody Jack"), Alain Goraguer y Francis Lai, incorporaron un fondo absolutamente funky para series televisivas y películas.
La música funk fue exportada a África hacia el final de los años 1960, fusionándose con las formas de canto típicas y los ritmos del continente para crear el Afrobeat, del que el músico nigeriano Fela Kuti es uno de los principales representantes, estando reconocido como creador del término.
A comienzo de los años 1970, cuando el funk se estaba convirtiendo en un fenómeno mainstream, artistas como Parliament Funkadelic, Rufus & Chaka Khan, los Isley Brothers, Sly and the Family Stone, Average White Band (la primera banda íntegramente blanca del género), Ohio Players, LaBelle, Confunkshun, entre otros, lograron importantes éxitos que les llevaron a gozar de gran cobertura en la radio. Sin embargo, de acuerdo a Billboard Magazine, solo Sly & the Family Stone logró sencillos que alcanzasen el número 1 en Pop y no solo en R&B. En 1970, "Thank You (Falettinme Be Mice Elf Agin)" consiguió ese primer puesto en las listas de éxitos, y posteriormente alcanzó el mismo lugar "Family Affair’ en 1971. Ello permitió a Sly, y al propio funk, lograr mayor éxito y el reconocimiento generalizado, antes de que la música disco llegara. Esta le debe mucho a la música funk, viniendo buena parte de las primeras canciones y artistas disco de un pasado funk. Algunos hits de música disco, como "I'm Your Boogie Man" de KC & The Sunshine Band, "I'm Every Woman" de Chaka Khan también conocida como The Queen of Funk Soul, y "Le Freak" de Chic, incluyen riffs o ritmos muy similares a los de la música funk.

### Años 1980s y el "stripped-down funk"
En los años 1980, principalmente como una reacción contra la complacencia que algunos observaban en la música disco, buena parte de los elementos centrales que habían formado los fundamentos de la fórmula del P-Funk comenzaron a ser tomados y reproducidos mediante máquinas electrónicas y sintetizadores. Las secciones de viento que antes habían sido interpretadas mediante saxos y trompetas fueron reemplazadas por teclados sintetizados, y los vientos que quedaban tocaban líneas más simples, y menos solos. El teclado clásico del funk, como el órgano Hammond B3, el Clavinet Hohner y el piano Fender Rhodes fueron progresivamente reemplazados por nuevos sintetizadores como el analógico Sequential Circuits Prophet-5 y el digital Yamaha DX7. Las cajas de ritmos fueron sustituyendo el "funky drummer" del pasado y el slapping y la forma de tocar el bajo fueron reemplazadas por líneas de bajo sintetizadas. Asimismo, las letras de las canciones de funk comenzaron a cambiar, pasando de sugestivos dobles sentidos a contenido más gráfico y sexualmente explícito.
Rick James fue el primer músico de funk de los años 1980 en asumir este nuevo camino que sustituía el P-Funk que había dominado en los años 1970. Su álbum de 1981 Street Songs, con lo sencillos "Give It To Me Baby" y "Super Freak", llevaron a James a convertirse en una estrella y allanaron el camino para la nueva dirección explícita del funk.
Prince utilizaba una instrumentación "desnuda" (stripped-down en inglés) similar a la de Rick James, y logró tener un impacto tan grande en el sonido del funk como nadie antes había conseguido desde James Brown. Prince combinó erotismo, tecnología y una complejidad musical creciente, con una imagen escandalosa que contribuyeron a crear un mundo musical tan ambicioso e imaginativo como el del P-Funk. The Time, concebida originalmente como una banda telonera para Prince y basada en su "Minneapolis sound", una mezcla híbrida entre funk, R&B contemporáneo, rock, pop y new wave, llegó a definir su propio estilo de stripped-down funk basado en interpretaciones de calidad y temas sexuales.
Los grupos que habían comenzado su andadura durante la época P-Funk incorporaron parte de la sexualidad desinhibida de Prince y desarrollos tecnológicos de última generación para continuar produciendo éxitos de funk. Bandas como Cameo, Zapp, The Gap Band, The Bar-Kays, Raydio y The Dazz Band lograron sus mayores hits en los años 1980. Sin embargo, hacia la segunda mitad de la década de 1980 el funk había perdido todo su impacto comercial.
Afrika Bambaataa, influido por Kraftwerk, creó el electro funk, un estilo de funk minimalista basado en la producción mediante máquinas gracias a su sencillo "Planet Rock" de 1982. También conocido simplemente como electro, este estilo de funk estaba basado en sintetizadores y ritmos electrónicos de la caja de ritmos TR-808. El sencillo "Renegades of Funk" fue publicado en 1983.Y leydi fue una productora en funk y disco 

El funk se convirtió en un estilo de música internacional, siendo interpretado por grupos de países como Canadá, Reino Unido, Francia, Italia, España, Japón, Argelia, India, Sudáfrica, Brasil, Perú, Chile y Nigeria.

### Desarrollos recientes
Aunque el funk desapareció casi por completo, siendo reemplazado en la radio comercial por hip hop, R&B contemporáneo y New Jack Swing, su influencia siguió extendiéndose. Los grupos de rock comenzaron a añadir elementos del funk a su sonido, creando una nueva combinación que se materializó en los subgéneros "funk rock" y "funk metal". Grupos como Red Hot Chili Peppers, Living Colour, Jane's Addiction, Prince, Primus, Fishbone, Faith No More, Infectious Grooves, Incubus y Rage Against the Machine desarrollaron este enfoque, al que se acercaron desde pioneros del funk hasta nuevas audiencias en la segunda mitad de los años 1980 y primera de los 1990. Estos grupos inspiraron el movimiento underground posterior del funkcore de mediados de los 1990 así como otros artistas de orientación funk posteriores como Outkast, Malina Moye, Van Hunt y Gnarls Barkley.
En los años 1990, artistas como Me'shell Ndegeocello y el (mayoritariamente británico) movimiento acid jazz al que dieron forma grupos como Brand New Heavies, Incognito, Galliano, Omar y Jamiroquai continuaron con importantes elementos del funk. Sin embargo, nunca estuvieron cerca de alcanzar el éxito comercial del funk en sus días de apogeo, con la excepción de Jamiroquai, cuyo álbum Travelling without Moving vendió alrededor de 11.5 millones de copias. Mientras, en Australia y Nueva Zelanda, grupos que tocaban en el circuito de pubs como Supergroove, Skunkhour y The Truth preservaron una forma de funk más instrumental.
Desde finales de los años 1980 los grupos de hip hop habían venido sampleando antiguos temas de funk. James Brown está considerado como el artista más sampleado de la historia del hip hop. El género se construye en buena medida sobre breaks de funk y soul, como el Funky Drummer o el Amen break. Otra fuente de samples frecuente es la música de Parliament y Funkadelic, hasta el punto de haber llegado a formar la base de un subgénero completo del hip hop, el tipo de hip hop de la Costa Oeste denominado G Funk.
Dr. Dre, considerado como el padre del G-Funk, ha admitido sin reparos la fuerte influencia del funk psicodélico de George Clinton: "tiempo atrás en los 1970 eso era lo que todo el mundo hacía: ponerse ciego, llevar Afros, bell-bottoms y escuchar a Parliament-Funkadelic. Por eso llame a mi álbum The Chronic y basé mi música y conceptos en ello: porque su mierda fue una gran influencia en mi música. Muy grande". Digital Underground fue una importante pieza en el renacer del funk en los años 1990 al educar a sus oyentes explicando la historia del funk y de sus artistas. George Clinton etiquetó a Digital Underground como "Sons of the P", nombre de su segundo álbum largo. El primer disco de DU, Sex Packets, está repleto de samples de funk, y el tema más famoso, "The Humpty Dance", samplea la canción de Parliament "Let's Play House". Más allá del hip hop, existen otros estilos de música fuertemente influenciados por el funk, especialmente en la medida que samplean sus breaks para construir sus patrones rítmicos. Es el caso del drum and bass, construido en gran parte sobre el Amen break.
El funk es un elemento principal en la música de ciertos artistas identificados con la escena Jam band de finales de los 1990 y primeros 2000. Phish comenzó a tocar jams funkys en sus sets durante 1996 y su The Story of the Ghost de 1998 estaba poderosamente influido por el funk. Medeski Martin & Wood, Robert Randolph & The Family Band, Galactic, Jam Underground, Diazpora, Soulive y Karl Denson's Tiny Universe se basan en la tradición funk.
Desde mediados de los años 1990 surge la escena nu-funk, muy relacionada con el entorno Deep Funk que producía nuevo material influido por el sonido de rarezas de funk antiguo. Entre los sellos más representativos se encuentran Desco, Soul Fire, Daptone, Timmion, Neapolitan, Kay-Dee y Tramp, que suelen publicar en 45 rpm.
A comienzos de los 2000, aparecieron algunas bandas de punk funk como Out Hud. La banda de indie Rilo Kiley incorporó sonidos funk en su tema "The Moneymaker" del álbum Under the Blacklight. Prince ha recuperado en sus últimos álbumes ha recuperado el sonido funk, como en las canciones "The Everlasting Now", "Musicology", "Ol' Skool Company" y "Black Sweat".
El funk también ha sido incorporado en la música urban pop y R&B, especialmente de vocalistas femeninas como Beyoncé Knowles en su hit de 2003 "Crazy in Love" (que samplea el tema de The Chi-Lites' "Are You My Woman"), Jennifer López en 2005 con Get Right (que samplea a Maceo Parker y su solo de viento en "Soul Power '74") y en una ocasión fue de la mano del trapero Arcángel (cantante) con una de las canciones de su nuevo disco Ares (álbum), llamada "Corte, porte y elegancia", junto a J Balvin.